# Solanum asterophorum
Solanum asterophorum är en potatisväxtart som beskrevs av Carl Friedrich Philipp von Martius. Solanum asterophorum ingår i släktet skattor som ingår i familjen potatisväxter. Inga underarter finns listade i Catalogue of Life.